# Rannungen
Rannungen – miejscowość i gmina w Niemczech, w kraju związkowym Bawaria, w rejencji Dolna Frankonia, w regionie Main-Rhön, w powiecie Bad Kissingen, wchodzi w skład wspólnoty administracyjnej Maßbach. Leży w Spessart, około 10 km na wschód od Bad Kissingen, przy autostradzie A71.
Pierwsze wzmianki o Rannungen jako Hrannunga pojawiły się w 772 w księgach klasztoru Fulda.